# Jerzy Antoni Mikucki
Jerzy Antoni Leon Mikucki (ur. 12 stycznia 1930 w Warszawie, zm. 15 października 2009 w Łodzi) – polski mikrobiolog, nauczyciel akademicki i działacz społeczny.

## Życiorys
Urodził się w rodzinie pochodzenia żydowskiego. Ze strony matki był wnukiem Antoniego Natansona. Podczas II wojny światowej członek grupy Zawiszaków przy Szarych Szeregach. Absolwent tajnych kompletów Gimnazjum im. Mikołaja Reja, a po wojnie Gimnazjum Miejskiego i III Liceum Ogólnokształcącego im. Tadeusza Kościuszki w Łodzi. Świadectwo dojrzałości otrzymał w 1949. Harcerz VIII Warszawskiej Drużyny Harcerskiej im. Kazimierza Pułaskiego i działacz harcerski w Łodzi po zakończeniu II wojny światowej.
W 1954 ukończył studia na Wydziale Lekarskim Akademii Medycznej w Łodzi. W latach 1952–1973 pracował w Zakładzie Bakteriologii Wydziału Lekarskiego AM jako asystent, starszy asystent i adiunkt. W 1964 doktoryzował się. W latach 1967–1968 był stypendystą British Council w Zakładzie Mikrobiologii University of Glasgow. W 1972 habilitował się, w 1974 uzyskał specjalizację II stopnia z mikrobiologii i serologii, w 1984 otrzymał tytuł profesora nadzwyczajnego, a w 1992 stanowisko profesora zwyczajnego. W latach 1990–1992 był profesorem w Centrum Mikrobiologii i Wirusologii Polskiej Akademii Nauk w Łodzi, w latach 1973–2000 kierował Zakładem Mikrobiologii Farmaceutycznej, w latach 1992–1997 był kierownikiem Katedry Mikrobiologii Wydziału Lekarskiego, a w latach 1997–2000 kierował Międzywydziałową Katedrą Mikrobiologii. Był organizatorem Zakładu Mikrobiologii Farmaceutycznej i nauczania mikrobiologii na Wydziale Farmaceutycznym AM, a także zorganizował Oddział Analityki Medycznej i nauczanie mikrobiologii dla analityków medycznych. W latach 1976–1981 pełnił funkcję Prodziekana ds. Nauczania i Wychowania na Wydziale Farmaceutycznym. W latach 1984–2000 członek Senatu AM, w latach 1984–1990 prorektor ds. Rozwoju i Organizacji Uczelni, w latach 1990–2000 pełnomocnik Rektora ds. Budowy Centrum Kliniczno–Dydaktycznego AM, w latach 1989–1995 członek Rady Fundacji AM i w latach 1994–2009 członek Rady Fundacji Instytutu Stomatologii.
W latach 1993–1995 członek Komitetu Mikrobiologii Polskiej Akademii Nauk, w latach 1990–1998 członek Rady Naukowej Centrum Mikrobiologii i Wirusologii PAN, a w latach 1996–1998 wiceprzewodniczący Rady. Był wiceprzewodniczącym Oddziału Łódzkiego i w latach 1992–1996 wiceprzewodniczącym Zarządu Głównego Polskiego Towarzystwa Mikrobiologów, członkiem Łódzkiego Towarzystwa Naukowego (w latach 1997–2003 wiceprzewodniczący IV Wydziału Nauk Medycznych, a w latach 2003–2009 członek Zarządu Głównego i wiceprzewodniczący), Stowarzyszenia Dzieci Holocaustu oraz członkiem Komitetu Redakcyjnego Medycyny Doświadczalnej i Mikrobiologii.
Wypromował 8 doktorów i 1 doktora habilitowanego. Kierował ponad 100 pracami magisterskimi oraz 15 przewodami specjalizacyjnymi I i II stopnia z mikrobiologii i serologii. Pochowany został 28 października na cmentarzu komunalnym Doły przy ulicy Smutnej 1.

## Publikacje
Jerzy Antoni Mikucki był autorem i współautorem ponad 120 oryginalnych prac doświadczalnych i poglądowych oraz ponad 60 streszczeń i komunikatów na zajazdach krajowych i zagranicznych. Był współautorem jednej książki oraz autorem, współautorem i redaktorem 6 skryptów.

## Odznaczenia
- Krzyż Oficerski Orderu Odrodzenia Polski (9 sierpnia 2000)[4]
- Krzyż Kawalerski Orderu Odrodzenia Polski
- Złoty Krzyż Zasługi
- Medal Komisji Edukacji Narodowej
- Honorowa Odznaka Miasta Łodzi
- odznaka Zasłużony dla Akademii Medycznej w Łodzi